# Afelio
|                                                                          |
| Esquema de la órbita de la Tierra, con los puntos de afelio y perihelio. |

El afelio (del griego ἀπό = lejos de, y ἥλιος = el Sol) es el punto más alejado de la órbita de un planeta alrededor del Sol. Es el opuesto al perihelio, el punto más cercano al Sol. La Tierra está al afelio en el 3 de julio, aproximadamente.

## Descripción
Tal como establece la segunda de las leyes de Kepler, la velocidad de traslación del planeta es mínima en el afelio y máxima en el perihelio. Ambos puntos de la órbita reciben el nombre de puntos apsidales.
A principios de julio, generalmente el día 3, en el afelio, la Tierra dista 152.10 millones de kilómetros del Sol, mientras que a comienzos de enero (hacia el día 3), en el perihelio o punto de su órbita más cercano al Sol, la Tierra se encuentra a 147.09 millones de kilómetros del Sol.
Pese a estar más lejos del Sol, el hemisferio norte está más caliente en el afelio debido a la inclinación del eje terrestre respecto de la eclíptica, que hace que el Sol incida más verticalmente y durante más horas en el hemisferio norte en esa parte del año. Como la órbita de la Tierra es poco excéntrica, este efecto tiene más peso que la distancia al Sol. En otros cuerpos celestes con órbitas más excéntricas, como Plutón, el efecto sí es manifiesto y por eso presentan estaciones dobles (las debidas a su inclinación respecto a la eclíptica y las debidas a la distancia al Sol).
Podría pensarse que en el hemisferio sur, al coincidir aproximadamente el solsticio de verano austral (diciembre) con el perihelio y el solsticio de invierno austral (junio) con el afelio (como se dijo, debidos a la inclinación del eje de la Tierra), las estaciones serían más pronunciadas que en el norte. Paradójicamente es al contrario, ya que al estar las masas continentales concentradas en el hemisferio norte, el menor efecto moderador de los océanos acentúa las diferencias estacionales.
Durante el afelio, el desierto de Mojave, el del Sahara, el de Arabia y el de Irán están entre las regiones que reciben de lleno los rayos del Sol en el mediodía.